# Saga asiatica
La saga asiatica (titolo originale in inglese: Asian Saga) è una serie di sei romanzi scritti da James Clavell tra il 1962 e il 1993. I romanzi sono tutti incentrati sulle vicende di personaggi europei in Asia ed esplorano l'impatto sull'Oriente e sull'Occidente dell'incontro di queste due civiltà distinte.

## Elenco dei romanzi
Il nome Asian Saga fu applicato per la prima volta alla serie dopo la pubblicazione del romanzo Shōgun. Clavell, discendente di una famiglia a lungo al servizio dell'Impero britannico, nonché prigioniero di guerra dei giapponesi durante la seconda guerra mondiale, ha realizzato questa saga al fine di raccontare la storia dell'impero anglosassone in Asia.
I libri nell'ordine di pubblicazione:
1. Il re (King Rat) (1962)
2. Tai-Pan (1966)
3. Shōgun (1975)
4. La nobil casa (Noble House) (1981)
5. Tempesta (Whirlwind) (1986)
6. Gai-Jin (1993)

I libri nell'ordine cronologico:
1. Shōgun, ambientato nel Giappone feudale, 1600.
2. Tai-Pan, ambientato a Hong Kong, 1841.
3. Gai-Jin, ambientato in Giappone, 1862.
4. Il re, ambientato in un campo di prigionia giapponese, Singapore, 1945.
5. La nobil casa, ambientato a Hong Kong, 1963.
6. Tempesta, ambientato in Iran, 1979.

### Collegamenti
Quattro dei sei libri - Tai-Pan, Gai-Jin, La nobil casa e Tempesta - seguono gli affari della grande società commerciale Struan's, della Noble House of Asia (basata sulla Jardine Matheson Holdings Limited), del suo fondatore Dirk Struan e i suoi vari discendenti. Gai-Jin fornisce il collegamento principale tra lo Shōgun e le trame di Struan.
Alcuni personaggi compaiono in più romanzi e molti personaggi di un romanzo vengono citati nei libri successivi. Ad esempio, due personaggi di Il re, Robin Gray e Peter Marlowe, riappaiono in La nobil casa, e Robert Armstrong è un personaggio importante sia in La nobil casa sia in Tempesta. Come collegamento, l'antenato omonimo di Linc Bartlett, altro personaggio di La nobil casa, appare nel film Walk Like a Dragon (1960) di Clavell.
Ci sono dozzine di personaggi in tutta la saga, con rapporti familiari molto complessi e una grande quantità di storia che viene accennata ma mai descritta in dettaglio. Ad esempio, Peter Marlowe è quasi certamente un discendente del tenente John Marlowe, il capitano che sposò Malcolm Struan e Angelique Richaud contro la volontà di Tess Struan, poiché Clavell si riferisce spesso alla lunga storia di servizio navale della famiglia di Peter Marlowe. Clavell arricchisce l'intera saga asiatica con questi easter egg genealogici.

### Romanzi incompiuti
Dopo aver pubblicato Tempesta, Clavell scrisse una versione più breve della storia incentrata su due personaggi del libro. Intitolato Escape: The Love Story from Whirlwind, il libro non è generalmente considerato una parte ufficiale della saga asiatica; tuttavia, alcuni revisori hanno affermato che ha contribuito a arricchire diversi aspetti del romanzo originale.
Nel 1980, Clavell dichiarò che, oltre a La nobil casa, la serie avrebbe incluso un romanzo intitolato Nippon, ambientato nel Giappone degli anni '70, e un romanzo intitolato China, ambientato nel presente e nel futuro. Quando l'autore morì nel 1994 dopo la pubblicazione di Gai-Jin, fu reso noto che egli aveva pianificato molti altri romanzi per la saga.

## Trama

### Elenco dei tai-pan di Struan
- 1° tai-pan: Dirk Struan, 1828–1841
- 2° tai-pan: Culum Struan, 1841–1862
- 3° tai-pan: Sir Lochlin Struan, 1862–1873
- 4° tai-pan: Dirk Dunross, 1873–1894
- 5° tai-pan: Sir Lochlin Struan, 1894–1908
- 6° tai-pan: Ross Lechie Struan, 1908–1915
- 7° tai-pan: Sir Ross Struan, 1915–19??
- 8° tai-pan: Colin Dunross, 19??–1949
- 9° tai-pan: Alastair Struan, 1949–1960
- 10° tai-pan: Ian Dunross, 1960–1970
- 11° tai-pan: David MacStruan, 1970–1975
- 12° tai-pan: Linbar Struan, 1975–19??
- 5° tai-pan (solo nel nome): Kelly O'Gorman, 1894–1915

### Le mezze monete di Jin-qua
Nel 1841, quando Struan's era sull'orlo del collasso, Dirk Struan ricevette un prestito d'argento dal mercante Jin-qua in cambio di una serie di favori. Tra queste c'erano quattro monete di bronzo, divise a metà, quattro metà date a Dirk Struan, le altre quattro metà conservate da Jin-qua. A chiunque avesse portato mezza moneta al tai-pan della Casa Nobile sarebbe stato concesso qualunque cosa avesse chiesto, legale o illegale che fosse. Tutti i futuri tai-pan dovranno giurare di mantenere questo patto, prima di apprendere i dettagli, se dovessero diventare tai-pan. Questo serviva come rimborso del prestito d'argento.
Delle quattro monete, una è stata conservata da Jin-qua e tramandata alla sua famiglia; una è stata data al signore della guerra Wu Fang Choi; una è stata data a Gordon Chen e tramandato alla sua famiglia; una è stata data a un personaggio la cui identità non è mai stata rivelata.
La prima moneta fu portata a Dirk Struan nel 1841 da Wu Fang Choi.
La seconda moneta fu portata nel 1894 da Chiang Wu-tah. Chiese alla Nobile Casata di dare aiuto e asilo a Sun Yat-sen e di aiutarlo a rovesciare la dinastia Manciù. Questo è raccontato nel sessantesimo capitolo di La nobil casa. Nel film, tuttavia, si dice che la seconda moneta sia stata restituita a Hag Struan nel 1911.
La storia della terza moneta è una delle trame principali di La nobil casa. La moneta è di proprietà del fidato compradore di Struan Phillip Chen, tramandatagli da suo nonno Gordon Chen. Tuttavia, suo figlio John Chen scopre il segreto della moneta, la ruba e la scambia insieme al suo segreto con l'uomo d'affari americano Lincoln Bartlett. Prima che Bartlett prenda possesso della moneta, John Chen viene rapito e ucciso. Quando Phillip Chen arruola suo cugino della malavita Four Finger Wu per aiutarlo a localizzare John, Wu scopre la moneta in possesso di uno dei rapitori e la prende per sé, conoscendone il segreto. Quando Wu muore, suo figlio Profitable Choy prende il controllo della moneta e implora i favori di Ian Dunross.
Il destino della quarta moneta non viene affrontato nella saga. Tuttavia, in La nobil casa si ipotizza che sia stata data a May-may, l'amante di Dirk Struan, e tramandata al loro discendente Sir Shih-teh "Shitee" T'Chung.

## Trasposizioni in altri media
Quattro romanzi della saga asiatica sono stati adattati per il cinema o la televisione.

### Il re
Il romanzo Il re è stato adattato nel film Qualcuno da odiare (King Rat) del 1965, con George Segal; il film è stato nominato per due Academy Awards per la direzione artistica e la cinematografia in bianco e nero.

### Tai-Pan
Il romanzo Tai-Pan è stato adattato in un omonimo film. Tai-Pan (1986), uscito come film cinematografico con Bryan Brown e Joan Chen, è stato un fallimento di critica e di botteghino.

### Shōgun
Il romanzo Shōgun è stato adattato dalla NBC come miniserie televisiva con Richard Chamberlain, Toshiro Mifune e Yoko Shimada; la produzione è stata uno dei programmi del suo genere più apprezzati mai trasmessi. La miniserie, intitolata Shōgun, di nove ore è stata nominata per 14 Emmy Awards, vincendone tre, inclusa quella per la migliore serie limitata. Ha vinto anche tre Golden Globe. Una versione di due ore è stata distribuita nelle sale nel 1981.
Nell'agosto del 2018, il canale FX ha annunciato che avrebbe adattato Shōgun in una nuova miniserie di 10 episodi, uscita poi nel 2024.

### La nobil casa
Il romanzo La nobil casa è stato adattato con il titolo di Il re di Hong Kong (Noble House) nel 1988. La miniserie televisiva con Pierce Brosnan ed è stata un successo di ascolti. Ha aggiornato l'arco temporale del romanzo dagli anni '60 agli anni '80 e si è preso molte libertà con i punti chiave del romanzo; ad esempio, Ian Dunross è diventato scapolo e ha avuto una storia d'amore con Casey Tcholok.

### Gai-Jin
Sebbene a metà degli anni '90 la stampa avesse riferito che era stato pianificato un adattamento in miniserie del romanzo Gai-Jin, il progetto non venne mai realizzato.